# Nino Sanzogno
Nino Sanzogno (Venezia, 13 aprile 1911 – Milano, 4 maggio 1983) è stato un direttore d'orchestra e compositore italiano.

## Biografia
Iniziò la propria formazione musicale studiando violino e composizione al Conservatorio Benedetto Marcello di Venezia rispettivamente con Edoardo de Guarneri e Agostini; successivamente, sempre nella città natale, si perfezionò in composizione con Gian Francesco Malipiero ed in direzione d'orchestra con Hermann Scherchen. 
Nel 1934 la sua I quattro cavalieri dell'Apocalisse ebbe la prima al Teatro La Fenice di Venezia diretta da de Guarnieri.
A soli 23 anni compose la colonna sonora del film Il canale degli angeli, diretto dal suo coetaneo ed amico Francesco Pasinetti. 
Nel 1936 dirige un concerto sinfonico con il suo Concerto per Viola e Orchestra e L'Orfeide di Malipiero alla Fenice.
Nel 1937 divenne stabilmente direttore d'orchestra alla Fenice e poco dopo anche direttore dell'Orchestra sinfonica dell'EIAR di Milano. 
Nel 1938 a Venezia diresse Elettra (Strauss) con Maria Pedrini ed Antonio Melandri, Il signor Bruschino con Enrico Molinari e La nave di Ildebrando Pizzetti con Memo Benassi, Renzo Ricci, Giovanna Scotto, Corrado Racca, Massimo Pianforini, Carlo Ninchi, Mino Doro, Alfredo De Antoni, Edoardo Toniolo, Egisto Olivieri, Ciro Galvani, Ernesto Sabbatini, Luigi Zerbinati e Giovanni Onorato.
Nel 1939 a Venezia dirige L'Heure espagnole, Gli uccelli di Ottorino Respighi, Gianni Schicchi con Benvenuto Franci e Tosca (opera) con Iva Pacetti e Mariano Stabile (cantante) ed alle Terme di Caracalla di Roma Pagliacci (opera) con Aureliano Pertile e Tito Gobbi e Coppélia con Attilia Radice.

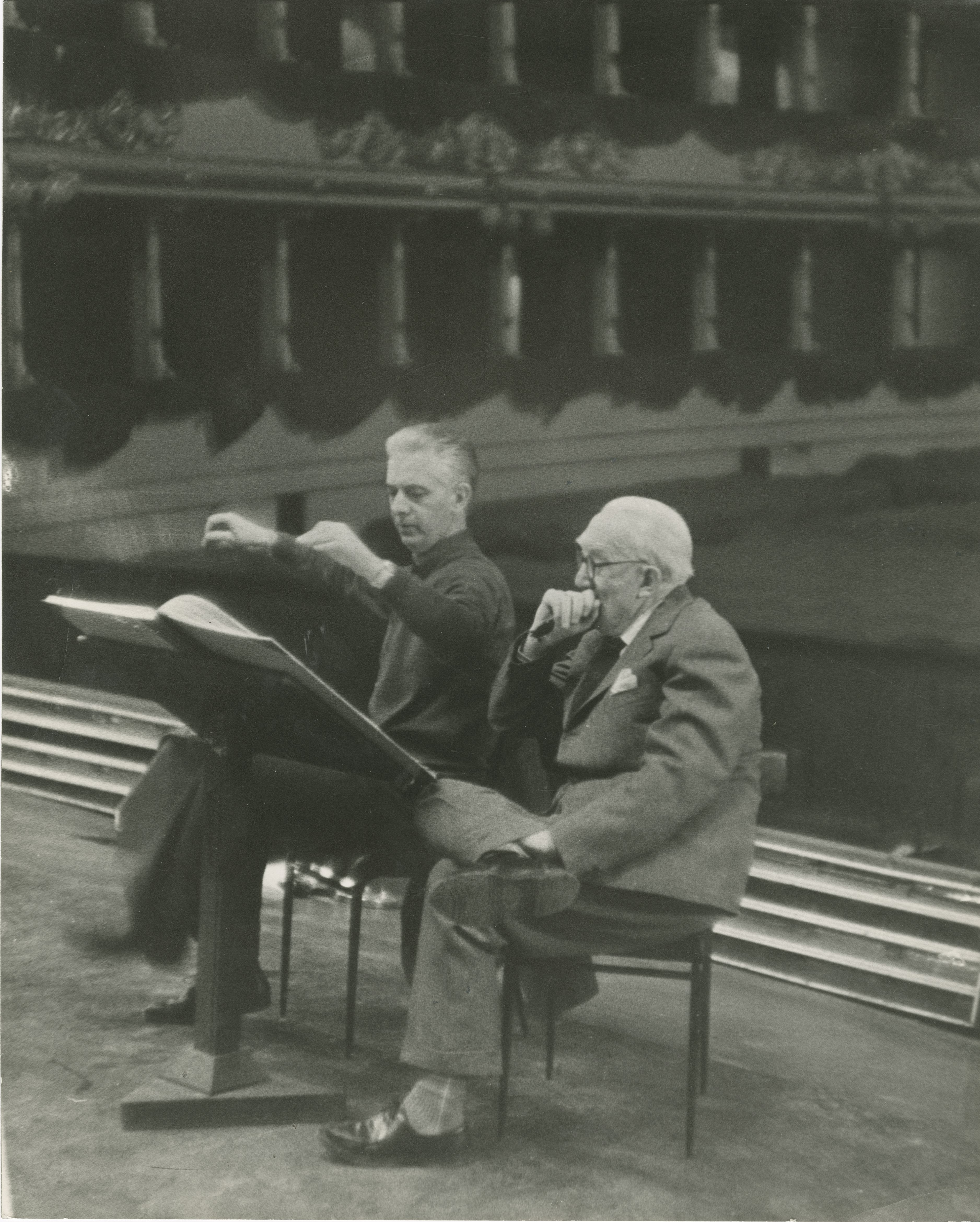
Nino Sanzogno (a sinistra) durante una prova al Teatro alla Scala, Milano, 1960. Archivio storico del Touring Club Italiano.

Sempre nel capoluogo lombardo, nel 1939 vi fu la sua prima direzione al Teatro alla Scala e nel 1955 con Il matrimonio segreto di Domenico Cimarosa inaugurò la Piccola Scala. 
Nel 1940 a Venezia dirige Adriana Lecouvreur (opera) con Magda Olivero e Beniamino Gigli e Pulcinella (balletto) con Ines Alfani-Tellini.
Nel 1941 a Venezia dirige La bohème con Mafalda Favero, Giovanni Malipiero e Gobbi, Le creature di Prometeo con la Radice e Petruška (balletto).
Nel 1942 alla Scala dirige Gianni Schicchi con Lina Aimaro, Malipiero e Luigi Montesanto ed al Teatro Comunale di Firenze Tosca con Giovanni Inghilleri. 
Nel 1943 alla Scala dirige la prima assoluta di Visioni di Riccardo Pick-Mangiagalli, al Palazzo Liviano di Padova la prima assoluta di Universa Universis di Malipiero ed al Teatro Metastasio di Prato Iris (opera) con Saturno Meletti.
Nel 1944 al Teatro Donizetti di Bergamo dirige La giara di Alfredo Casella e Visioni di Pick-Mangiagalli.
Nel 1945 per La Fenice dirige la Messa di requiem (Verdi), Madama Butterfly con Toti Dal Monte e Mario Del Monaco, Rigoletto ed Aida con Cloe Elmo e Carlo Tagliabue a Campo Sant'Angelo.
A Venezia nel 1946 dirige Iris con Maria Carbone e Giuseppe Modesti, Manon Lescaut con la Favero e Antonio Annaloro e nel 1947 Lady Macbeth del Distretto di Mcensk con Giovanni Voyer.
Nel 1948 a Venezia dirige Turandot con Maria Callas ed Elena Rizzieri e Cardillac di Paul Hindemith con Gino Del Signore e Boris Christoff, alla Scala Capriccio di Igor' Fëdorovič Stravinskij ed Oedipus Rex (Stravinskij) con Suzanne Danco, Gino Penno, Mario Petri, Ettore Bastianini ed Edoardo Toniolo e La sagra della primavera con Luciana Novaro ed al Teatro Comunale di Bologna Werther (opera) con Giulietta Simionato, Giacinto Prandelli ed Afro Poli.
Nel 1949 alla Scala dirige Il carillon magico di Pick-Mangiagalli con la Novaro, La sacra rappresentazione di Abram e d'Isaac con Fedora Barbieri e Modesti, Hänsel e Gretel con la Simionato, I racconti di Hoffmann con Hilde Güden e la Favero, Malipiero, Mario Carlin, Del Signore, Giuseppe Nessi, Giuseppe Taddei ed Enrico Campi, la prima assoluta di Il cordovano di Goffredo Petrassi con Fernando Corena, Jolanda Gardino, Carlin e Campi, Le pauvre matelot di Darius Milhaud con la Favero, Malipiero ed Inghilleri, La giara con Penno e la Novaro e la prima della Sinfonia n. 7 di Malipiero ed a Venezia La via della finestra con Annaloro e Poli, Cavalleria rusticana (opera) con Gianna Pederzini, Annaloro e Poli e Lulu (opera) con Penno, Corena e Campi.
Nel 1957 diresse L'elisir d'amore di Gaetano Donizetti e nuovamente il capolavoro cimarosiano al Festival di Edimburgo. In questo periodo sotto la sua direzione furono rappresentate alla Scala alcune prime di lavori prodotti da compositori suoi contemporanei, tra le quali si ricordano Les dialogues des Carmélites di Francis Poulenc, L'allegra brigata di Malipiero e Lady Macbeth of the Mtsensk District di Dmitri Shostakovich. Fu successivamente direttore ospite in prestigiose orchestre, tra le quali la BBC Symphony Orchestra e tra il 1962 al 1965 direttore di ruolo alla Scala di Milano. Importante registrare che nel 1952 diresse alla Scala Rigoletto con Leonard Warren: fu la sua prima incursione nel repertorio verdiano.
Relativamente alla sua attività compositiva egli scrisse due poemi sinfonici, I quattro cavalieri dell'Apocalisse (1938) e Vanitas (1931), un concerto per viola (1935), uno per violoncello (1937) e altri lavori strumentali minori. Insegnò inoltre direzione d'orchestra a Darmstadt.